# Torbiel korzeniowa
Torbiel korzeniowa (łac. cystis radicularis) – występująca w tkance kostnej szczęki lub żuchwy zmiana patologiczna wywołana przewlekłym zapaleniem tkanek okołowierzchołkowych zęba. Jest to najczęściej spotykana torbiel obszaru twarzoczaszki.

## Objawy
W początkowym okresie torbiel korzeniowa rozwija się bezobjawowo. Wykrycie zmiany we wczesnym etapie zwykle następuje przypadkowo podczas badania RTG. W późniejszym etapie, w miarę wzrostu torbieli może pojawiać się wewnątrzustne wygórowanie na szczęce lub żuchwie. W badaniu palpacyjnym ząb przyczynowy zwykle daje dodatni objaw Smrekera, gdyż zwykle tkwi on w torbieli. Postępujący zanik kości skutkuje uginaniem się jej w badaniu dotykowym i występowaniem objawu Dupuytrena, gdy zaś torbiel w szczęce rośnie ku górze uwypukla ona dno jamy nosowej przemieszczając w górę dolną małżowinę nosową.
Rozrost torbieli może wywoływać parestezję okolicy wargi górnej i dolnej. Torbiel w stanie zapalnym może dawać silne dolegliwości bólowe okolicy twarzoczaszki.

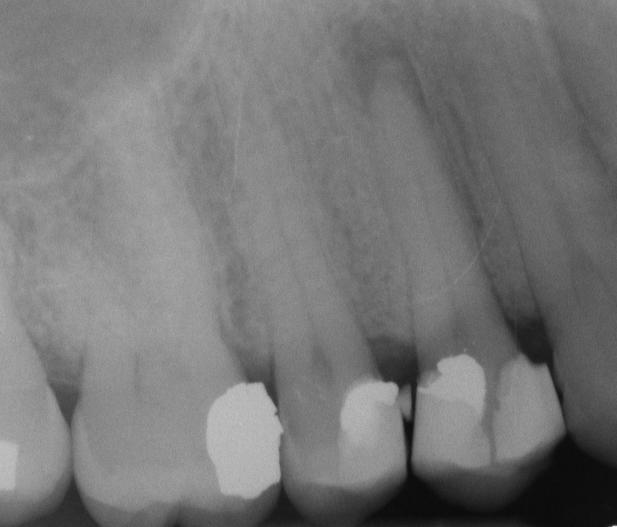
Zdjęcie rentgenowskie wewnątrzustne. Przy wierzchołku korzenia pierwszego przedtrzonowca widoczne przejaśnienie mogące odpowiadać niewielkiej torbieli.

## Etiopatogeneza
Torbiel korzeniowa rozwija się z tkanki ziarninowej powstałej w przebiegu przewlekłego zapalenia tkanek okołowierzchołkowych zęba. Z upływem czasu w przestrzeniach międzykomórkowych ziarniny gromadzi się wysięk. Zjawisko to doprowadza do destrukcji komórek nabłonkowych i martwicy rozpływnej ziarniny. Wzrastające ciśnienie osmotyczne płynu doprowadza do ekscentrycznego przesunięcia pozostałych komórek nabłonka. Proces ten prowadzi do tworzenia się jamy torbieli wypełnionej płynem, wyścielonej zaś nabłonkiem wielowarstwowym płaskim oraz otoczonej torebką łącznotkankową. Pomiędzy komórkami ziarniny obserwować można liczne komórki immunokompetentne, m.in. plazmocyty, mastocyty, limfocyty oraz makrofagi.

## Diagnostyka
Rozpoznanie torbieli korzeniowej opiera się na badaniu przedmiotowym oraz radiologicznym. Najczęściej wykonuje się zdjęcie pantomograficzne oraz zdjęcia wewnątrzustne.
W obrazie RTG torbiel korzeniowa widoczna jest w postaci jednolitego przejaśnienia o gładkich zarysach, wyraźnie odgraniczonego od otoczenia. Korzenie zębów sąsiadujących z torbielą są rozsunięte przez powiększającą się zmianę. Torbiel przybiera w szczęce kształt kulisty, w żuchwie zaś owalnie spłaszczony.
W celu określenia wielkości i topografii torbieli oraz wyboru drogi operacyjnej pomocne mogą okazać się badanie ultrasonograficzne, scyntygrafia kości, technika rezonansu magnetycznego.
Ostatecznym potwierdzeniem rozpoznania jest badanie cytologiczne zaaspirowanej treści zmiany oraz badanie histopatologiczne wyłuszczonego mieszka torbieli.

## Różnicowanie
W rozpoznaniu różnicowym torbieli korzeniowej należy uwzględnić: zębiak, szkliwiak, guz olbrzymokomórkowy, naczyniak oraz inne wewnątrzkostne guzy łagodne i złośliwe, zapalenie kości oraz choroby ogólnoustrojowe.

## Leczenie
Torbiele o średnicy nie większej niż 8 mm, często poddają się terapii zachowawczej, polegającej na odpowiednim leczeniu endodontycznym zęba przyczynowego. Leczenie większych torbieli korzeniowych jest chirurgiczne. Zabieg zwykle w znieczuleniu miejscowym wykonywany jest w warunkach ambulatoryjnych przez chirurga szczękowo twarzowego lub chirurga stomatologa. Operacje wyłuszczenia torbieli zwykle łączy się z resekcją korzenia zęba przyczynowego, względnie z jego ekstrakcją. Duże ubytki kostne powstałe po wyłuszczeniu torbieli wypełnia się materiałem kościozastępczym a wyciętą zmianę podaje się rutynowo badaniu histopatologicznemu w celu wykluczenia zmiany nowotworowej.

## Powikłania
Nieleczona torbiel korzeniowa rozrasta się i osiągając duże rozmiary może powodować rozsuwanie zębów, zniekształcenia twarzy, zaburzenia zgryzu. Ścieńczała kość staje się podatna na złamania patologiczne. Zawartość torbieli korzeniowej może ulec wtórnemu zakażeniu i w konsekwencji zropieniu. Najgroźniejszym – choć rzadkim – powikłaniem jest zezłośliwienie zmiany, najczęściej w kierunku szkliwiaka lub raka płaskonabłonkowego.